# Anna Micińska

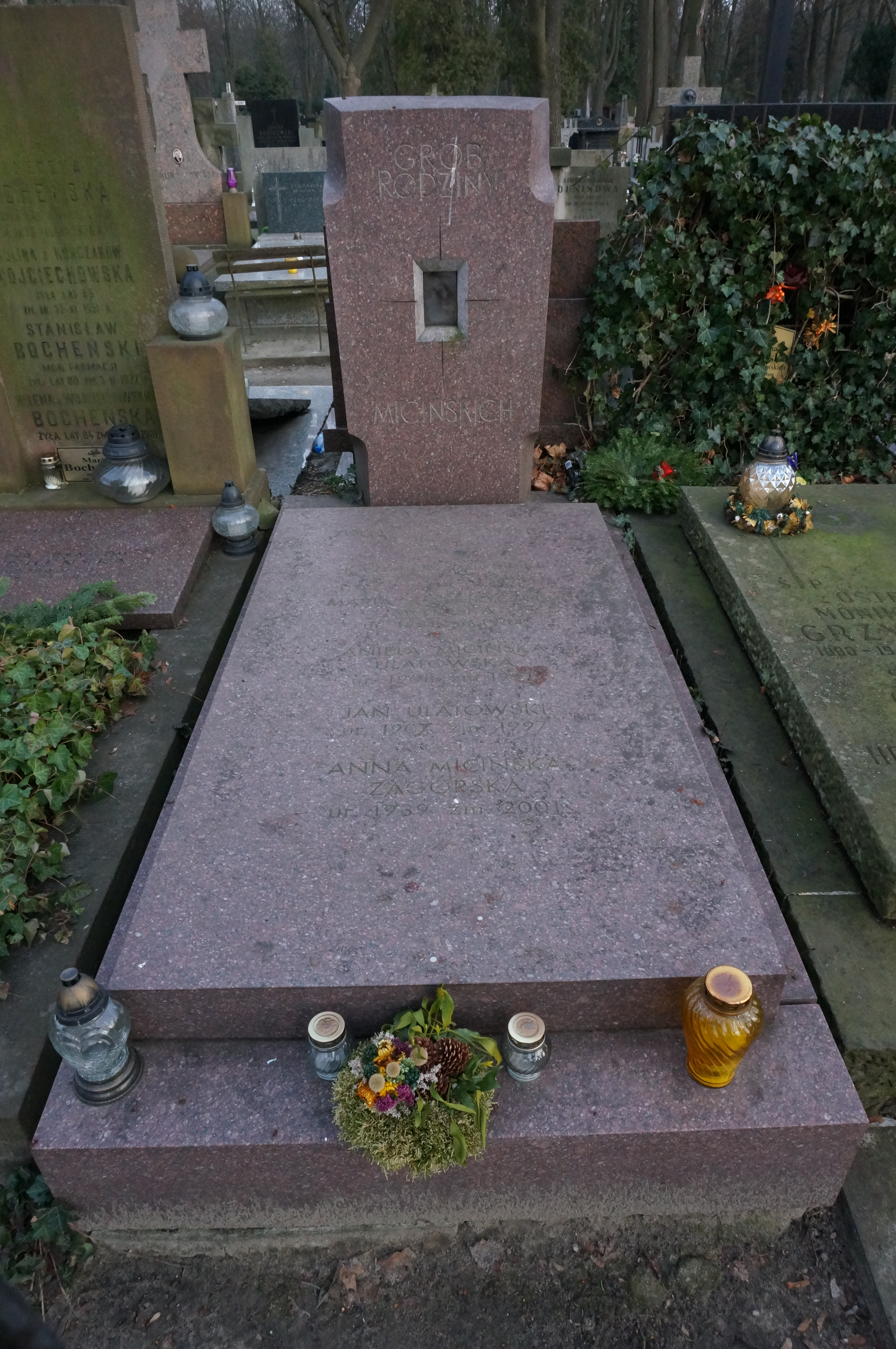
Grób Anny Micińskiej na cmentarzu Powązkowskim

Anna Ludwika Micińska (ur. 22 grudnia 1939 w Paryżu, zm. 21 marca 2001 w Warszawie) – polska historyczka literatury, krytyczka literacka, eseistka i edytorka.

## Życiorys
Jej ojcem był Bolesław Miciński, a matką Halina z d. Krauze. Uczęszczała do szkoły we Francji, dzięki czemu biegle mówiła po francusku. Wraz z matką zamieszkała po wojnie w Zakopanem, gdzie ich dom stał się miejscem spotkań środowiska artystycznego. Ukończyła filologię polską na Uniwersytecie Jagiellońskim (praca magisterska o powieści Witkacego 622 upadki Bunga pod opieką Kazimierza Wyki). Po studiach pracowała w zakopiańskim Muzeum Tatrzańskim, gdzie porządkowała spuściznę po Witkacym. Potem zamieszkała w Warszawie.
Całe swe życie naukowe Anna Micińska poświęciła osobie Stanisława Ignacego Witkiewicza ,,Witkacego". Witkiewicz był bliskim przyjacielem jej ojca, a ona sama twierdziła, że odczuwa duchowe pokrewieństwo z autorem Szewców. Jako jeden z powodów tego pokrewieństwa przedstawiała „symboliczne spotkanie” we wrześniu 1939, gdy na dworcu kolejowym w Łukowie, w tłumie uchodźców z ostrzeliwanej Warszawy spotkali się po raz ostatni Witkacy i Bolesław Miciński, któremu towarzyszyła brzemienna żona (Anna przyszła na świat wkrótce potem, w grudniu).
Micińska odkryła w archiwaliach i opublikowała w miesięczniku „Dialog” (1965, nr 8) jego iuvenilia – dramaty pisane przez 8-letniego „Stasia Witkiewicza”. Przygotowała pierwodruki dzieł niewydanych za życia pisarza: powieści 622 upadki Bunga, czyli Demoniczna kobieta (1972) i eseju Niemyte dusze (1975; wydała go wraz ze wznowioną książką eseistyczną Witkiewicza Narkotyki). Wydała, z Bożeną Danek-Wojnowską, Listy do syna Stanisława Witkiewicza (ojca) (1969). Z jej inicjatywy zaczęła ukazywać się edycja krytyczna – Dzieła zebrane Witkacego (od 1992, w PIW-ie). Przygotowała dla niej m.in. opracowane edytorsko powieści Pożegnanie jesieni (1992) oraz Jedyne wyjście (1993; była to pierwsza poprawna edycja krytyczna tej, niewydanej za życia pisarza, powieści). Wykonała też odpis listów pisarza do żony Jadwigi i przygotowywała do nich komentarz, jednak wskutek choroby nowotworowej, pracy tej nie dokończyła.
Osobne znaczenie miały opracowane przez nią albumy: "wistość tych rzeczy jest nie ze świata tego". Stanisława Ignacego Witkiewicza wiersze i rysunki (1977; po raz pierwszy reprodukowane rysunki artysty, wraz z pierwodrukiem jego wierszy; praca wykonana z siostrą przyrodnią Urszulą Kenar) i Witkacy. Życie i twórczość (1990; szczegółowe kalendarium życia, liczne fotografie przedstawiające Witkacego, reprodukcje jego prac).
Opracowała też edytorsko Pisma swego ojca (1970) oraz Wiersze wybrane Aleksandra Wata (z Janem Zielińskim; 1987).
Rozprawy naukowe i eseje Anny Micińskiej wydano już pośmiertnie w wersji książkowej (tomy Istnienie poszczególne oraz Wędrówki bez powrotu).
Jej mężem był Włodzimierz Zagórski.
W lipcu 2009 roku Kapsyda Kobro-Okołowicz zaczęła realizować projekt poświęcony pamięci Anny Micińskiej w ramach którego zrealizowała „Hommage a Małgorzata „Mao Star” Starowieyska (1956–2006)”. Podsumowaniem projektu jest książka pt. Mao Star. Instynktowne zanikanie w przestrzeni – listy i materiały do biografii Małgorzaty Starowieyskiej (1953–2006), wydana przez wydawnictwo „słowo/obraz terytoria” 28 maja 2015 roku.
Anna Micińska została pochowana na cmentarzu Powązkowskim (kwatera 299a-6-14).